# 120 f.Kr.
| 120 f.Kr.          |
| ------------------ |
| Dødsfald - Fødsler |
|                    |

## Begivenheder
- Den germanske stamme Kimbrerne udvandrer fra Danmark mod det sydlige Europa.

## Født
- Verres, romersk magistrat